# Ligetfalva
Ligetfalva è un comune dell'Ungheria di 55 abitanti (dati 2001). È situato nella contea di Zala.